# Austroepigomphus gordoni
Austroepigomphus gordoni – gatunek ważki z rodziny gadziogłówkowatych (Gomphidae).